# Leptogorgia tenuissima
Leptogorgia tenuissima is een zachte koraalsoort uit de familie Gorgoniidae. De koraalsoort komt uit het geslacht Leptogorgia. Leptogorgia tenuissima werd in 1919 voor het eerst wetenschappelijk beschreven door Kükenthal. 